# Toronto International Film Festival 2020
Das 45. Toronto International Film Festival fand vom 10. bis 21. September 2020 statt. Eröffnet wurde es mit dem Dokumentarfilm American Utopia von Spike Lee.

## Besonderheiten
Das Toronto International Film Festival fand in seiner 45. Ausgabe wie gewohnt im September statt, vom 10. bis 21. September 2020. Neben Vorführungen in Lichtspielhäusern wurden die Filme aufgrund der Coronavirus-Pandemie auch online zur Verfügung gestellt. Zudem waren Drive-ins geplant. Mit 50 Spielfilmen und fünf Kurzfilmprogrammen war das Programm gegenüber früheren Ausgaben drastisch reduziert. Im Vergleich wurden beim Festival 2019 über 300 Filme gezeigt. In den ersten fünf Tagen waren ausschließlich sozial distanzierte Vorstellungen geplant, die die physische Präsenz der Zuschauer erfordern.
Im Juli 2020 wurde bekannt, dass das Toronto International Film Festival im Rahmen der Non-Competitive Alliance mit den ebenfalls im Herbst 2020 stattfindenden Internationalen Filmfestspielen von Venedig, dem Telluride Film Festival und dem New York Film Festival übereingekommen war, sich in diesem Jahr von einem Wettbewerb untereinander zu verabschieden und stattdessen zur Zusammenarbeit verpflichtet. So sollte das Filmdrama Nomadland von Chloé Zhao am 11. September 2020 in gleichzeitigen Vorführungen bei den Internationalen Filmfestspielen von Venedig und dem Toronto International Film Festival seine Premiere feiern, am Abend desselben Tages beim Telluride Film Festival vorgestellt und später beim New York Film Festival gezeigt werden.
Im Juli 2020 wurde die Digital TIFF Bell Lightbox gestartet, eine digitale Plattform, benannt nach dem Sitz der Organisation des Festivals, über die eine Auswahl von Filmen aus den vergangenen Jahren zur Leihe zur Verfügung gestellt wurden. Diese werden bis 14. September 2020 angeboten, so Songs My Brothers Taught Me aus dem Jahr 2015 von der ebenfalls mit Nomadland vertretenen Chloé Zhao, aber auch Guest of Honour des Filmemachers Atom Egoyan und First Cow von Kelly Reichardt, beide von 2019.
Die Branchenkonferenzen fanden in geringerem Umfang statt als in den Vorjahren. Zu den Rednern gehörten neben bekannten Persönlichkeiten der Branche wie Darren Aronofsky, Olivier Assayas, Gael García Bernal, Derek Cianfrance, Barry Jenkins, Hirokazu Kore-eda, Brie Larson, Natalie Portman, Zachary Quinto, Isabella Rossellini, Albert Serra und Wim Wenders sowie aufstrebenden Stimmen der Filmindustrie wie Haifaa Al-Mansour, Shamier Anderson, Kasi Lemmons und Olivia Wilde erstmals auch die TIFF-Botschafter. Diese sollten renommierte Filmemacher und Schauspieler zusammenbringen. Zu den angekündigten Botschaftern gehörten unter anderem Riz Ahmed, Alfonso Cuarón, Claire Denis, Ava DuVernay, Isabelle Huppert, Nicole Kidman, Viggo Mortensen, David Oyelowo, Rosamund Pike, Martin Scorsese, Denis Villeneuve, Taika Waititi und Lulu Wang.

## Filme
Eröffnet wurde das Festival mit dem Dokumentarfilm American Utopia von Spike Lee, der online vorgestellt wurde.

## Programm
Erste Filme, die im Rahmen des Toronto International Film Festivals ihre Premiere feiern sollten, wurden Ende Juni 2020 bekanntgegeben. Unter diesen Filmen befanden sich Ammonite von Francis Lee, Halle Berrys Regiedebüt Bruised und Der Rausch von Thomas Vinterberg. Eine Reihe weiterer Filme aus verschiedenen Sektionen wurde Ende Juli bekanntgegeben.

### Opening Night
- American Utopia – Spike Lee

### Gala Presentations
- Ammonite – Francis Lee
- Bruised – Halle Berry
- Concrete Cowboy – Ricky Staub
- American Utopia – Spike Lee
- Good Joe Bell – Reinaldo Marcus Green
- I Care a Lot – J Blakeson
- Nomadland – Chloé Zhao
- One Night in Miami – Regina King
- Pieces of a Woman – Kornél Mundruczó

### Special Presentations
- The Disciple – Chaitanya Tamhane

- Falling – Viggo Mortensen

- The Father – Florian Zeller

- Beflügelt – Ein Vogel namens Penguin Bloom (Penguin Bloom) – Glendyn Ivin

- Der Rausch (Druk) – Thomas Vinterberg

- Sommer 85 (Été 85) – François Ozon

- True Mothers – Naomi Kawase

### Contemporary World Cinema (Auswahl)
- Bandar Band – Manijeh Hekmat

- La Nuit des Rois (Night of the Kings) – Philippe Lacôte

- New Order – Die neue Weltordnung (Nuevo orden) – Michel Franco

- Quo Vadis, Aida? – Jasmila Žbanić

- Under the Open Sky – Miwa Nishikawa

- Vorbereitungen um für unbestimmte Zeit zusammen zu sein (Felkészülés meghatározatlan ideig tartó együttlétre / Preparations to Be Together For an Unknown Period of Time) – Lili Horvát

### Discovery (Auswahl)
- 180 Degree Rule – Farnoosh Samadi
- Beans – Tracey Deer
- The Best Is Yet to Come – Wang Jing
- Dasazkisi – Dea Kulumbegaschwili
- Gaza mon amour – Tarzan Nasser und Arab Nasser
- Limbo – Ben Sharrock
- Memory House – João Paulo Miranda Maria
- Shiva Baby – Emma Seligman
- Frühling in Paris (Seize printemps) – Suzanne Lindon
- Wildfire – Cathy Brady

### Next Wave
- Beans – Tracey Deer

- Concrete Cowboys – Ricky Staub

- Inconvenient Indian – Michelle Latimer

- Lift Like a Girl – Mayye Zayed

- Shiva Baby – Emma Seligman

### Wavelengths
- Fauna – Nicolás Pereda
- The Inheritance – Ephraim Asili

### Midnight Madness
- Get the Hell Out – I-Fan Wang

- Shadow in the Cloud – Roseanne Liang

- Violation – Madeleine Sims-Fewer und Dusty Mancinelli

### Masters
- Notturno – Gianfranco Rosi

### TV: Primetime
- A Suitable Boy – Mira Nair

- The Third Day – Felix Barrett und Dennis Kelly

- Trickster  – Michelle Latimer

### Digital TIFF Bell Lightbox
- Amulet – Romola Garai (2019)

- The Fight – Eli B Despres (Dokumentarfilm, 2020)

- First Cow – Kelly Reichardt (2019)

- Guest of Honour – Atom Egoyan (2019)

- House of Hummingbird – Bora Kim (2018)

- John Lewis: Good Trouble – Dawn Porter (Dokumentarfilm, 2020)

- The Last Tree – Shola Amoo (2019)

- One Day in the Life of Noah Piugattuk – Zacharias Kunuk (2018)

- Songs My Brothers Taught Me – Chloé Zhao (2015)

## Auszeichnungen
- Grolsch People’s Choice Award: Nomadland von Chloé Zhao
- Grolsch People’s Choice Award first runner-up: One Night in Miami von Regina King
- Grolsch People’s Choice Award second runner-up: Beans von Tracey Deer
- Honorary Actor Award: Kate Winslet[11]
- Tribute Actor Award: Anthony Hopkins
- Ebert Director Award: Chloé Zhao
- Jeff Skoll Award in Impact Media: Mira Nair[12]
- Variety Artisan Award: Terence Blanchard
- Emerging Talent Award: Tracey Deer